# Acrotomodes nigroapicata
Acrotomodes nigroapicata es una especie de polilla perteneciente a la familia Geometridae, descrita por primera vez por el lepidopterólogo francés Paul Dognin en 1924 y se puede encontrar distribuidas en Brasil.

## Descripción
Es una polilla mediana, con una envergadura de 30 milímetros (1,2 plg). La cara superior de las cuatro alas es marrón, débilmente lila, sembrada con átomos blancos y negros particularmente densos en la primera mitad y la región abdominal de las alas inferiores. Las alas superiores cuentan con el ápice negro lijado con blanco y los flecos concoloros mezclados con vellos negros. La cara inferior de las alas es marrón claro ocráceo con vetas negras paralelas. El tórax y la parte superior del cuerpo se ven teñidos como las alas pero más pálidos y lijados con blanco.